# MBOX
《엠박스》는 2006년부터 MBC드라마넷에서 방영한 예능이다.